# کیم جونگ-هوان (شمشیرباز)
کیم جونگ-هوان (انگلیسی: Kim Jung-hwan؛ زادهٔ ۲ سپتامبر ۱۹۸۳) شمشیرباز اهل کره جنوبی است.
وی در مسابقات کشوری و بین‌المللی در مجموع برندهٔ ۱۱ مدال طلا، ۸ مدال نقره، ۶ مدال برنز شده‌است.